# Anne Brendler

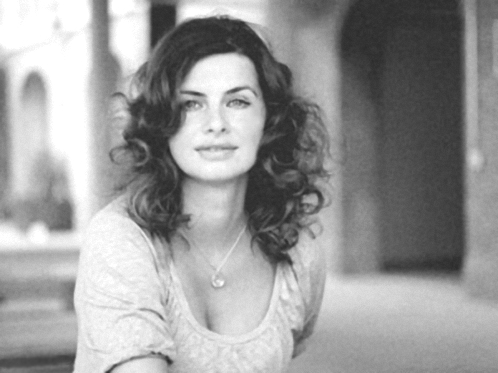
Anne Brendler (2008)

Anne Brendler (* 13. Februar 1972 in Berlin) ist eine deutsche Schauspielerin.

## Leben und Karriere
Anne Brendler studierte Romanistik an der Humboldt-Universität zu Berlin. Bekannt wurde sie durch Fernsehproduktionen, vor allem durch die Rolle der Vanessa Moreno in der Seifenoper Gute Zeiten, schlechte Zeiten. Sie spielte zudem in zahlreichen weiteren Fernsehserien und -filmen, außerdem in verschiedenen Werbespots, unter anderem für eine Weinmarke, einen Internetdienstanbieter und ein Möbelhaus.
Brendler wurde für das Cover samt einer Bilderstrecke des Playboys in der Ausgabe November 2020 abgelichtet.
Vom 8. Oktober 2021 (Folge 3426) bis zum 6. Mai 2022 (Folge 3555) war Brendler in der Hauptrolle der Anke Reichard in der ARD-Telenovela Rote Rosen in der Funktion der Antagonistin der 19. Staffel zu sehen. 2022 und 2023 war sie für ihre Rolle nochmals eingesetzt.

## Filmografie (Auswahl)

### Kinofilme
- 2003: Motown (Hauptrolle) – Regie: Stefan Barth

### Kurzfilme
- 2007: Luzis zett – Regie: Kai Hafemeister
- Die Täuschung – Regie: Nikolas Jakob
- Franjo und Maria – Regie: Nikolai Hahn
- Zug der Wünsche – Regie: Aelrun Goette

### Fernsehfilme
- 2001: Das Schneeparadies – Regie: Erwin Keusch
- 2001: Barbara Wood: Traumzeit – Regie: Dieter Kehler
- 2002: Kein Mann für eine Nummer (Hauptrolle) – Regie: Jakob Schäuffelen
- 2002: Das Haus der Schwestern – Regie: Rolf von Sydow
- 2004: Schöne Männer hat man nie für sich allein – Regie: Hansjörg Thurn
- 2005: Ein Kuckuckskind der Liebe
- 2006: Das Geheimnis im Moor – Regie: Kai Wessel
- 2006: Lieben und Töten – Regie: Wolf Gremm
- 2007: Wie küsst man einen Millionär? – Regie: Zoltan Spirandelli

### Fernsehserien
- 1992: Freunde fürs Leben – Regie: Richard Engel & Nikki Müllerschön
- 1996: Tatort: Heilig Blut – Regie: Hartmut Griesmayr
- 1996–1998, 2015, 2016, 2017: Gute Zeiten, schlechte Zeiten
- 1999: Rosamunde Pilcher: Blüte des Lebens – Regie: Gero Erhardt
- 2001: Sommer und Bolten: Bis dass der Tod euch scheidet – Regie: Gunter Krää
- 2001 In aller Freundschaft: Folge 122 in Staffel 04, Episode 34: Der letzte Kampf; 2007: Über den Tellerrand – Regie: Peter Vogel
- 2002: Küstenwache: Verbrecherisches Trio – Regie: Elmar Gehlen
- 2004: Alarm für Cobra 11 – Die Autobahnpolizei: Die Zeugin – Regie: Holger Gimpel
- 2005: Alles außer Sex: Stille Nacht, heimliche Nacht – Regie: Peter Gersina
- 2005: Der Fahnder: Verrückt nach ihr – Regie: Georg Schiemann
- 2005: Inga Lindström: Inselsommer – Regie: Karola Meeder
- 2006: Im Tal der wilden Rosen: Verzicht aus Liebe – Regie: Oliver Dommenget
- 2006: SOKO Wismar: Rauchzeichen – Regie: Oren Schmuckler
- 2007: Großstadtrevier: Wenn die Worte fehlen – Regie: Jan Růžička
- 2009: Zeit für Träume – Regie: Karl Kases
- 2010: Wilsberg – Bullenball – Regie: Hans-Günther Bücking
- 2012: Der Bergdoktor – Bis zum Schluss
- 2016: Ein starkes Team – Tödliche Botschaft
- Verbotene Liebe
- 2018–2019: Alles oder nichts (Seifenoper)
- 2019: SOKO München – Der Mann ohne Gewissen
- 2020: Sunny – Wer bist du wirklich?
- 2021–2023: Rote Rosen
- 2022: SOKO Wismar: Tod im Solarfeld – Regie: Ann-Kristin Knubben